# Ljusberget
Ljusberget är ett naturreservat i Sala kommun i Västmanlands län.
Området är naturskyddat sedan 2015 och är 30 hektar stort. Reservatet omfattar berget Ljusberget och består av hällmarker på toppen och granskog på sluttningarna.